# تكافؤ الاحترام
تكافؤ الاحترام هو مفهوم يمكن تطبيقه في مجموعة متنوعة من السياقات.

## فلسفة سياسية
يمكن استخدام تكافؤ الاحترام لتأسيس نظرية للتغلب على الصراع بين الطوائف. يجادل مروجو النظرية بأن «تكافؤ الاحترام» يقدم لغة للتفاوض حول توازن ما بعد الصراع. تبدأ هذه المفاوضات مع اعتراف المجتمعات المحلية بمأزق موقفهم. بدلاً من الاستمرار في محاولة التفوق على بعضها البعض، يجب على المجتمعات محاولة التفاوض على التعايش السلمي في مساحة مادية مشتركة على الرغم من الاختلافات الثقافية.
يمكن وصف «تكافؤ الاحترام» بأنه نظرية ما بعد التنوير لأنها تختلف اختلافًا كبيرًا عن العقلانية الليبرالية الكلاسيكية أو الماركسية وتتعارض مع أفكار القرن العشرين حول «تقرير المصير» أو فكرة الدولة القومية في القرن التاسع عشر. توقع الكثير من هؤلاء «اضمحلال القومية» بمجرد إدخال الأقليات داخل الدولة القومية. هذه المفاهيم هي اليوم الأكثر هيمنة في النظرية السياسية المعاصرة. باسم إرنست جيلنر يكتب: «الفكرة القائلة بأن الحدود السياسية يجب أن تكون متطابقة مع الحدود العرقية، وأن الحكام يجب أن لا يمكن تمييزهم عرقياً عن المحكومين لها الآن أهمية وسلطة لم تمتلكها أبداً في التاريخ السابق للبشرية». حيث عالجت نظريات التنوير قضايا الصراع بين الطوائف، قامت بذلك إما من خلال تعزيز «اللاطائفية» ضد «القبلية» (الليبرالية) أو التأكيد على «السياسات الطبقية» ضد «القومية البرجوازية» (الماركسية). لم يعترف أي من هذه الأساليب بتقاليد المحاربين في النزاعات بين الطوائف. من ناحية أخرى، يمكن أن يقبل «تكافؤ الاحترام» تقاليد قومية مختلفة داخل دولة واحدة.
مصلحة في «المساواة في المكانة» نهج ظهرت خلال منتصف 1980s وتسارع بعد سقوط جدار برلين والحروب اليوغوسلافية من 1990s في وقت مبكر. تم الاعتراف بأنه في حين كانت هناك 184 دولة مستقلة، كان هناك أكثر من 600 مجموعة لغوية حية وأكثر من 5000 مجموعة عرقية. ببساطة، بدون مساحة جغرافية سياسية كافية، كانت الشعارات مثل المطالبة القومية الصربية بـ «كل الصرب في دولة واحدة» غير قابلة للتطبيق. منذ نهاية التسعينات، أصبح «تكافؤ الاحترام» مفهومًا أساسيًا لعملية السلام في أيرلندا الشمالية.

## رعاية صحية
يمثل «تكافؤ احترام الصحة العقلية» مشكلة بالنسبة للعديد من أنظمة الرعاية الصحية بسبب وصمة المرض النفسي المنتشرة. يموت الأشخاص المصابون بمرض عقلي في المتوسط قبل 20 عامًا تقريبًا من أولئك الذين ليس لديهم مثل هذا التشخيص، بعضهم بسبب الانتحار، ولكن في الغالب بسبب سوء المعاملة الجسدية. تم تقييم المرض العقلي على أنه يشكل حوالي ربع عبء المرض في البلدان المتقدمة. هناك فجوة علاجية أكبر بكثير للأمراض العقلية من الأمراض الجسدية.في الولايات المتحدة الأمريكية تم سن التشريع في عام 2006 الذي حاول تحقيق المساواة في تغطية التأمين الصحي بين العلاج الجراحي وعلاجات الصحة العقلية في المملكة المتحدة. قام نورمان لامب بحملة من أجل الحصول على تكافؤ احترام الصحة العقلية مع الصحة البدنية. والكلية الملكية للأطباء النفسيين المقترحة يجب أن تحدد أن المساواة في المكانة ب«تثمين الصحة العقلية على قدم المساواة مع الصحة الجسدية». من الناحية العملية، تمحورت معظم الحجج حول مستويات التمويل. انخفض الإنفاق على خدمات الصحة العقلية التي تقدمها صناديق NHS بنحو 8.25% بين عامي 2010 و2015. وفقا لرئيس الدكتور فيل مور لشبكة مفوضي الصحة العقلية في مناقشات المفوضين السريرية NHS في 2016 تحولت إلى نزاع على التمويل. أراد أن يرى نقاشات حول درجة تضمين الصحة النفسية في الخدمات الأخرى، بما في ذلك دمج الخدمات النفسية مع الممارسة العامة.